# 卢基乌斯·朱尼厄斯·加里奥·安那埃努斯
盧修斯·尤尼烏斯·加利奧·阿內烏斯（拉丁語：Lucius Iunius（或Junius） Gallio Annaeanus，約前5年—約65年）罗马帝国元老院元老，老塞内卡之子，知名哲学家塞内卡的哥哥，在担任罗马亚该亚行省总督期间在科林斯处理过涉及使徒保罗的一起案件，以其公正而知名。由于加里奥担任总督的时间可以准确确定（51年-52年），该事件成为使徒保罗一生中可以最准确确定时间的事件。
他的本名是盧修斯·安內烏斯·諾瓦圖斯（拉丁語：Lucius Annaeus Novatus），他是安內烏斯·塞內卡（老塞內卡）的長子，因此是盧修斯·安內烏斯·塞內卡（小塞內卡）和詩人馬庫斯·安內烏斯·盧卡努斯（盧坎）的父親安內烏斯·梅拉的哥哥。他被老塞內卡的朋友、元老院元老和修辭學家尤紐斯·加利奧（拉丁語：Iunius Gallio）收養，這導致了他名字的改變。
加里奧曾於羅馬元老院任職，也曾任財務官和地方行政長官等職務。 老普林尼形容他患有肺部疾病。 他的弟弟塞內卡將其哲學著作《論憤怒》（拉丁語原名：De Ira）和《論快樂生活》（拉丁語原名：De Vita Beata）等獻給了他。在亞該亞行省任職時（在德爾菲有發現相關銘文紀錄），他與基督宗教早期先驅保羅有過接觸（參看《使徒行傳》）。56年，他成為補任執政官。

### 書目
- Michèle Ducos: Iunius Gallio. In: Richard Goulet (Hrsg.): Dictionnaire des philosophes antiques. Band 3, CNRS Éditions, Paris 2000, ISBN 2-271-05748-5, S. 466.
- Otto Rossbach: Annaeus (12). In: Paulys Realencyclopädie der classischen Altertumswissenschaft (RE). Band I,2, Stuttgart 1894, Sp. 2236 f.